# Vénus et Adonis (Desmarest)
Pour les articles homonymes, voir Vénus et Adonis.
Vénus et Adonis est un opéra (tragédie lyrique) en un prologue et 5 actes composé par Henry Desmarest sur un livret de Jean-Baptiste Rousseau. Inspiré de l'histoire de Vénus et Adonis dans le Livre X des Métamorphoses d’Ovide, il a été joué la première fois par l’Académie royale de musique, au Théâtre du Palais-Royal à Paris, le 28 juillet 1697 avec Marthe Le Rochois et Louis Gaulard Dumesny dans les rôles principaux. Desmarets renouvelle la pièce avec un nouveau prologue à la cour de Léopold Ier de Lorraine, en 1707. Du vivant du compositeur, elle a été jouée en Allemagne, en Belgique et en France, puis elle tomba dans l'oubli. Sa première mise en scène dans les temps modernes a eu lieu à l’Opéra de Nancy le 28 avril 2006.

## Contexte et historique des représentations

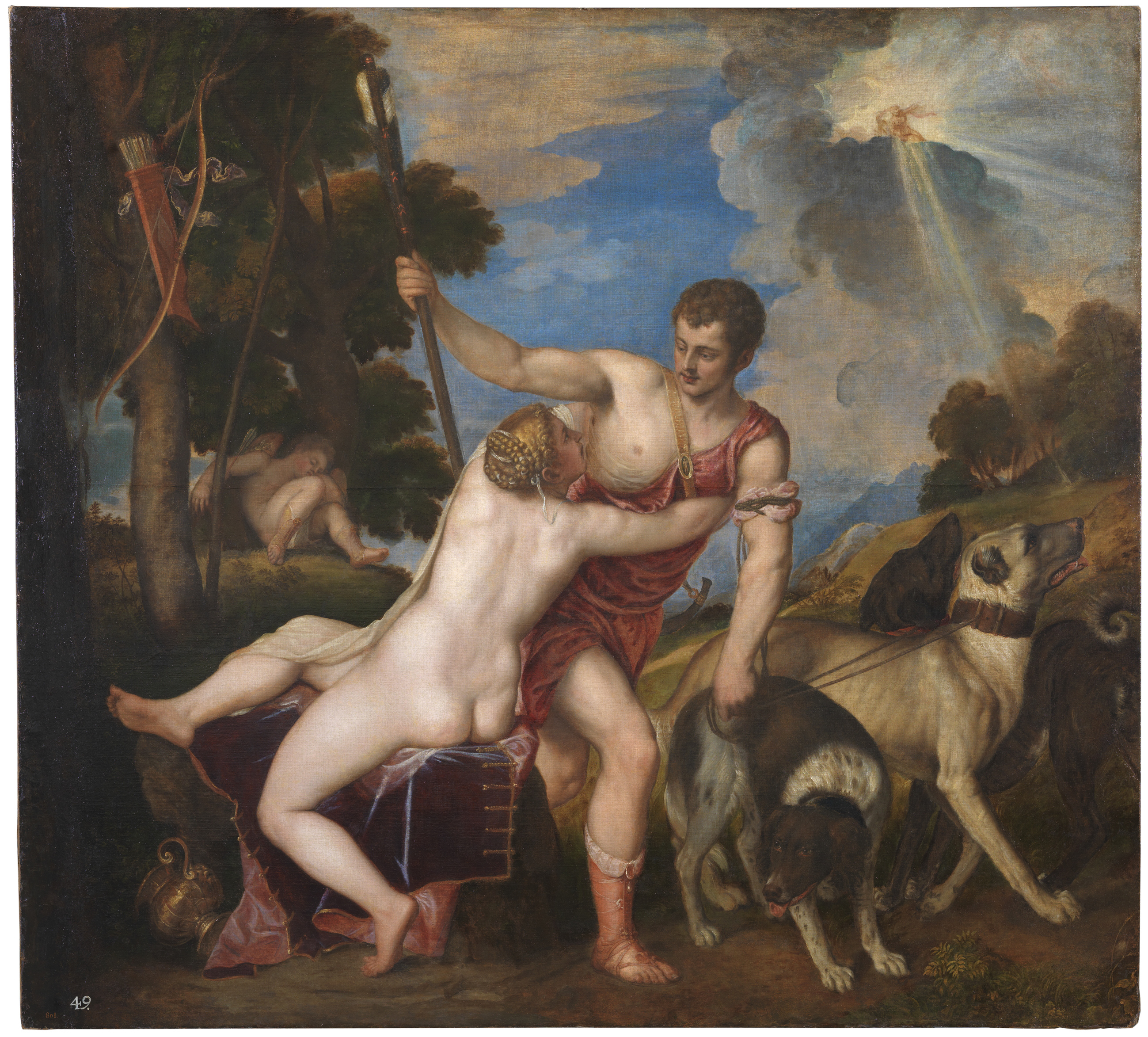
Vénus et Adonis, l'une des nombreuses représentations du mythe par Titien.

Entre 1695 et 1697, Desmarets travaillait simultanément sur Vénus et Adonis, Les festes galantes (un opéra-ballet), et une tragédie en musique de cinq actes, Iphigénie en Tauride. Vénus et Adonis fut le premier des trois spectacles à être présenté, et selon le musicologue Jean Duron, c’était la pièce préférée de Desmarets. Son librettiste était Jean-Baptiste Rousseau, alors au début de sa carrière. Son travail se distingue des adaptations antérieures par l'ajout du personnage de Cidippe, une princesse chypriote dont l'amour non partagé pour Adonis se termine finalement en son suicide.
Alors que Desmarets était en train de terminer Vénus et Adonis il fut impliqué dans un scandale lié à son histoire d'amour avec Marie-Marguerite de Saint-Gobert, la fille de dix-huit ans d'un haut fonctionnaire de Senlis. Ce dernier étant farouchement opposé à un mariage, le couple s'enfuit à Paris en juin 1697. Vénus et Adonis fut produite la première fois le 28 juillet 1697 avec Marthe Le Rochois dans le rôle de Vénus et Louis Gaulard Dumesny dans celui d'Adonis. Six mois plus tard, Marie-Marguerite donna naissance à un fils. Le père de la jeune fille poursuivit pénalement Desmarets pour séduction et enlèvement. Les festes galantes sortit en 1698, mais Desmarets laissa Iphigénie en Tauride inachevé lorsqu'il fuit la France en compagnie de Marie-Marguerite en 1699. Desmarets fut condamné à mort par contumace et gracié quelque vingt ans plus tard.
Après plusieurs années d’exil comme compositeur de la cour de Philippe V d'Espagne, Desmarets devint maître de musique à la cour de Léopold Ier de Lorraine à Lunéville. Là, il fit revivre Vénus et Adonis le 15 novembre 1707 pour célébrer le Duc dont c’était fête du prénom. Le prologue y fut réécrit pour vanter les qualités du Duc, au lieu de celles de Louis XIV comme dans la version originale parisienne. Dans les années qui suivirent, Vénus et Adonis fut produite à la cour de Charles III de Bade-Durlach (1713), au théâtre de La Monnaie à Bruxelles (1714), à l'Académie Royale de Musique avec la Duchesse de Berry dans le public (1717), à Hambourg jouée en français, mais avec un prologue en allemand (1725), et à Lyon (1739). Entre 1714 et 1739, des extraits de l'opéra ont également été entendus à la cour royale, en Suède et à Londres. Plus de 250 ans d'oubli suivirent jusqu'au 28 avril 2006, lorsque l'opéra fut pour la première fois remis en scène dans les temps modernes à l'Opéra de Nancy dirigé et réalisé par Christophe Rousset. La performance de Nancy, avec l'orchestre baroque de l'ensemble Les Talens Lyriques, Karine Deshayes dans le rôle de Vénus et Sébastien Droy dans celui d’Adonis, fut enregistrée en direct et publiée sur CD en 2007.

## Distribution des rôles

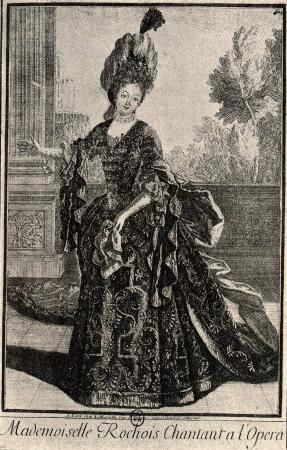
Marthe Le Rochois, les Métamorphoses

Prologue (dans sa version originale parisienne)
- Mélicerte, une nymphe
- Partenope, une nymphe
- Palémon, un berger
- Diane

Opéra
- Adonis (haute-contre) – créé par Louis Gaulard Dumesny[7]
- Vénus (soprano) – créée par Marthe Le Rochois
- Cidippe, une princesse chypriote (soprano) – créée par Marie-Louise Desmatins
- Mars (basse) – créée par Charles Hardouin
- Bellone
- La Jalousie
- Un adepte de Mars
- Un habitant de Chypre

## Synopsis

### Prologue

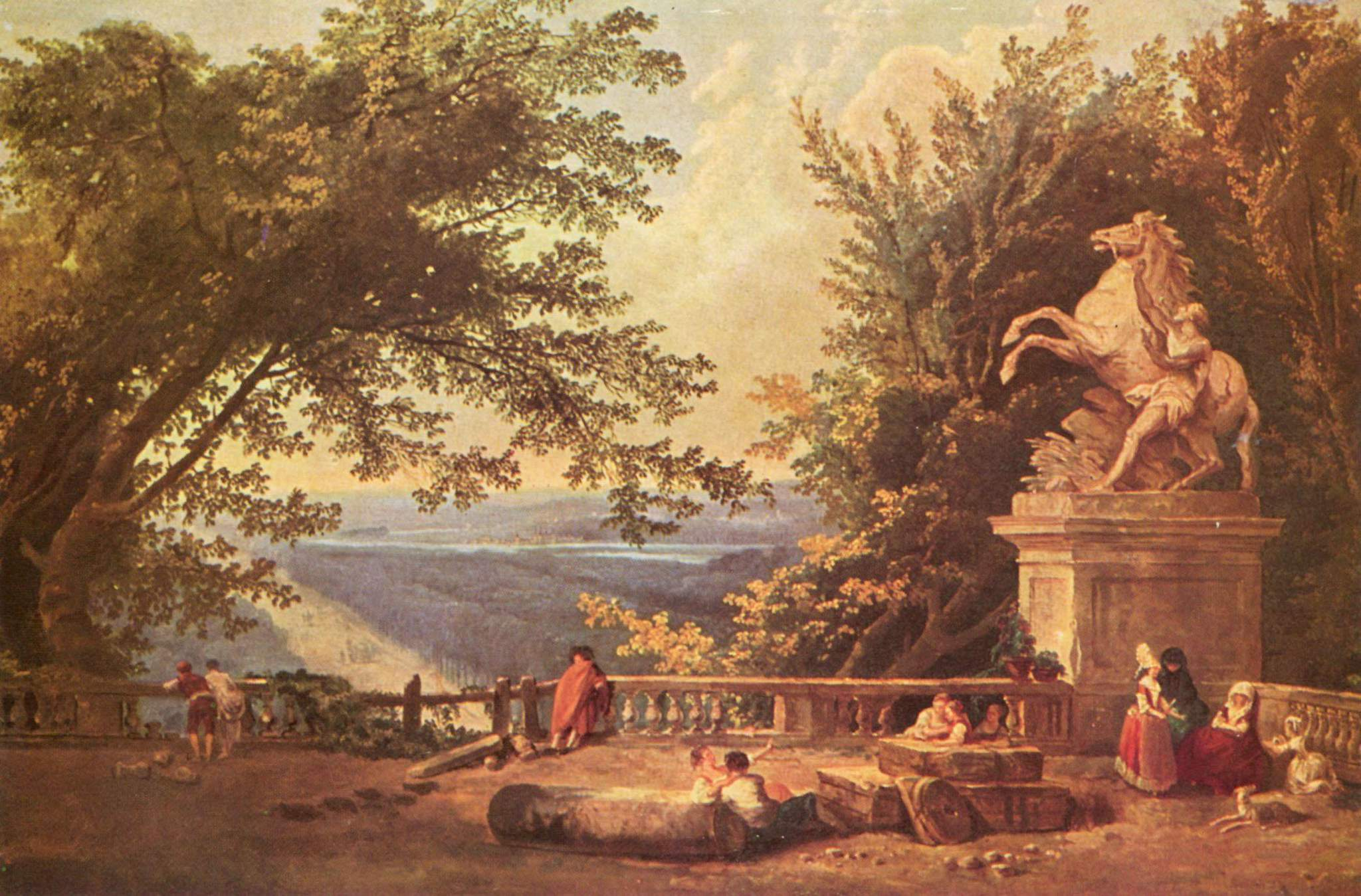
Vue de la terrasse du Château de Marly, peinte par Hubert Robert

Une plaine à l'aube, on voit le Château de Marly au loin
Les nymphes, Mélicerte et Partenope, ainsi que Palemon, un berger, chantent les joies de l'amour et des plaisirs simples, rendus possibles par la paix garantie par le « plus grand roi du Monde » (Louis XIV). Une danse des bergers est interrompue par l'arrivée de Diane sur son char pour narrer l'histoire d’Adonis, dans laquelle l'amour finit en tragédie.

### Acte I
L'île de Chypre
Les festivités sont lancées en vue de l’arrivée de Vénus, venue annoncer le nouveau roi de Chypre. Vénus arrive et annonce qu'elle a choisi Adonis. Vénus avoue son amour pour Adonis à la Princesse Cidippe, elle aussi secrètement amoureuse de lui. Cidippe avertit Vénus que son amour pour Adonis risque de susciter la colère de son amant, Mars.

### Acte II
À l'intérieur du palais royal
Adonis et Vénus déclarent leur amour l'un pour l'autre et Vénus propose de l'annoncer à tous lors d'une  célébration publique. Plus tard, elle rencontre Cidippe et, dans la joie, lui dit ce qui s'est passé. Seule et consommée par la tristesse de l'amour déçu, Cidippe demande à la Jalousie et ses partisans à mettre un terme à l'histoire d'amour.

### Acte III
Un jardin préparé pour les fêtes de Vénus et d'Adonis
Mars trouve suspecte la préparation d'une célébration et informe ses disciples que la descente de Vénus sur terre a excité sa jalousie. Il se cache afin de découvrir qui est le nouvel amant de la déesse. Vénus et Adonis arrivent accompagnés de leurs préposés et chantent leur amour. Les Grâces et les jeunes hommes de Chypre viennent montrer leur respect pour le couple, mais fuient quand Mars apparaît. Mars en colère confronte Vénus, mais elle feint l'innocence et annonce qu'elle va partir pour Paphos. Mars est rassuré jusqu'à ce que Cidippe lui dise qu'il a été trompé. Ensemble, ils planifient leur vengeance sur Vénus et Adonis.

### Acte IV
La ville d’Amathonte
Vénus, croyant qu'elle a réussi à déjouer la méfiance de Mars, rassure Adonis et lui dit qu'elle doit aller à Paphos, où des festivités sont organisées en son honneur. Mars et Cidippe affrontent Adonis. Mars se prépare à le tuer, mais sa main est retenue par Cidippe, qui suggère un sacrifice. Mars invoque Bellone, la déesse de la guerre. Elle et ses partisans ravagent la ville de Amathonte et son peuple, alors que Mars appelle Diane elle-même pour punir Adonis.

### Acte V
Les ruines d'Amathonte et la campagne environnante
Diane a lâché une terrible bête qui est en train de tuer les habitants d'Amathonte, à la grande satisfaction de Mars. Cidippe l'implore d'intervenir, mais il refuse et monte sur le Mont Olympe. Adonis rencontre Cidippe alors qu'il s'en va tuer le monstre. Laissée seule, Cidippe attend dans la terreur jusqu'à ce la nouvelle du triomphe d’Adonis lui parvienne. Le peuple d'Amathonte loue la bravoure de leur nouveau roi. Désireuse de trouver Adonis, Vénus revient de Paphos et descend de son char au milieu de la danse et des acclamations. Cidippe avoue à Vénus qu'elle aussi aime Adonis et que c'est elle qui a poussé Mars à la colère et à la vengeance. Elles apprennent alors que Diane a ressuscité la bête et que cette dernière a tué Adonis. Cidippe se suicide tandis que Vénus et le chœur déplorent le destin tragique d'Adonis.

## Enregistrement
- Vénus et Adonis, Les Talens Lyriques, dirigé par Christophe Rousset. Karine Deshayes (Vénus), Sébastien Droy (Adonis), Henk Neven (Mars), Anna Maria Panzarella (Cidippe). Enregistré en direct de l'Opéra de Nancy, avril–mai 2006 (2 CD ambroisie, 2007)